# 스즈키 다카유키 (1973년)
스즈키 다카유키(일본어: 鈴木 敬之, 1973년 10월 4일 ~ )는 일본의 전 축구 선수이다.

## 구단 경력
과거 FC 도쿄에서 활동하였다.